# 186 Dywizja Strzelecka (ZSRR)
186 Dywizja Strzelecka (ros. 186-я стрелковая дивизия) – związek taktyczny (dywizja) Armii Czerwonej.
Sformowana w 1941 z ochotników. Osłaniała Murmańsk. W 1943 zmieniła numer na 205.